# 광탄도서관
광탄도서관은 경기도 파주시에 있는 공립 도서관이다.

## 연혁
- 2022년 6월 28일 개관.